# سارة ستيل
سارة ستيل (بالإنجليزية: Sarah Steele)‏ هي ممثلة أمريكية، ولدت في 16 سبتمبر 1988 بفيلادلفيا في الولايات المتحدة.

## أعمال

### أفلام
- (2004) اسبانغليش[5][6]
- (2011) مارغريت

### مسلسلات
- ذا غود وايف

## وصلات خارجية
- سارة ستيل على موقع IMDb (الإنجليزية)
- سارة ستيل على موقع ألو سيني (الفرنسية)
- سارة ستيل على موقع أول موفي (الإنجليزية)
- سارة ستيل على موقع قاعدة بيانات برودواي على الإنترنت (الإنجليزية)
- سارة ستيل على موقع قاعدة بيانات الأفلام السويدية (السويدية)
- سارة ستيل على موقع قاعدة بيانات الفيلم (الإنجليزية)
- سارة ستيل على موقع كينوبويسك (الروسية)